# Rosiaíta
La rosiaíta es un mineral óxido de composición PbSb5+2O6.
Debe su nombre al lugar donde se descubrió, la mina Le Cetine di Cotorniano (anteriormente conocida como mina Rosia), en Toscana (Italia).

## Propiedades
La rosiaíta es un mineral transparente, incoloro o de color amarillo pálido, de lustre resinoso.
Es quebradizo, tiene dureza 5,5 en la escala de Mohs y una densidad de 6,96 g/cm³.
Cristaliza en el sistema trigonal, clase hexagonal escalenoédrica (3 2/m).
Su contenido de antimonio, expresado como Sb2O5, es cercano al 59% y el de plomo, como PbO, en torno al 40%.
Desde el punto de vista químico, se encuentra estrechamente relacionado con la oxiplumboromeíta (Pb2Sb2O6O)..

## Morfología y formación
La rosiaíta forma cristales planos tabulares hexagonales de hasta 0,3 mm.
Se ha encontrado este mineral en un depósito de antimonio en evaporitas muy silicificadas, asociado a valentinita, tripuhyita y bindheimita.

## Yacimientos
En Italia se encuentra la localidad tipo de este mineral óxido, la mina Tafone (Grosetto, Toscana), mina de antimonio abandonada en la cual la mineralización de estibina está situada en un entorno reductor debajo del nivel freático; la rosiaíta —así como clinocervantita, senarmontita, tripuhyita y valentinita— han sido recolectadas solo en las escorias de la planta procesadora de mineral.
Otros yacimientos son los de mina Clara, cerca de Wolfach (Baden-Württemberg, Alemania), Conwy (Gales, Reino Unido) y Lovasberény (Fejér, Hungría).
En España se ha encontrado este mineral en la mina La Amorosa (Villahermosa del Río, Castellón).